# Сквежина (гміна)
Гміна Сквежина (пол. Gmina Skwierzyna) — місько-сільська гміна у північно-західній Польщі. Належить до Мендзижецького повіту Любуського воєводства.
Станом на 31 грудня 2011 у гміні проживало 12621 особа.

## Площа
Згідно з даними за 2007 рік площа гміни становила 285.44 км², у тому числі:
- орні землі: 24.00%
- ліси: 68.00%

Таким чином, площа гміни становить 20.57% площі повіту.

## Населення
Станом на 31 грудня 2011:
| Опис     | Загалом | Загалом | Чоловіки | Чоловіки | Жінки | Жінки |
| -------- | ------- | ------- | -------- | -------- | ----- | ----- |
| одиниця  | осіб    | %       | осіб     | %        | осіб  | %     |
| все      | 12621   | 100     | 6136     | 48.62    | 6485  | 51.38 |
| міське   | 9969    | 100     | 4804     | 48.19    | 5165  | 51.81 |
| сільське | 2652    | 100     | 1332     | 50.23    | 1320  | 49.77 |

## Сусідні гміни
Гміна Сквежина межує з такими гмінами: Бледзев, Дещно, Дрезденко, М'єндзихуд, Пшиточна, Санток.